# マリオ・ゾンライトナー
マリオ・ゾンライトナー（Mario Sonnleitner、1986年10月8日 - ）は、オーストリア・シュタイアーマルク州出身の元サッカー選手。現役時代のポジションはディフェンダー。

## 経歴
17歳で当時オーストリア・ブンデスリーガに所属していたグラーツァーAKのトップチームに昇格。2004年には経験を積むためにエアステリーガのカプフェンベルガーSVに移籍し、同チームの主力としてプレー。チームの2位フィニッシュに貢献する。カプフェンベルガーSVで1シーズンを過ごした後、所属元のグラーツァーAKに復帰し、18歳でオーストリア・ブンデスリーガに属するトップチームの主力に定着。グラーツァーではUEFAカップにも出場した。
2007年に同じくグラーツを本拠地とするSKシュトゥルム・グラーツに移籍。ドイツのヴェルダー・ブレーメンに移籍したセバスティアン・プリョードルの後継者として守備陣の中心的存在になる。同クラブ在籍最終シーズンにはオーストリア・カップで優勝を果たした。
2010年の夏にオーストリア・ブンデスリーガの強豪SKラピード・ウィーンに移籍。加入以降は主力に定着し、UEFAヨーロッパリーグ出場等も経験した。
UEFAチャンピオンズリーグ予選及びUEFAヨーロッパリーグ本大会を含むクラブの国際試合には2017年6月現在で64試合に出場し2得点1アシストを記録している。

## プレースタイル
育成年代ではフォワードとしてプレーしており、その影響かセンターバックとしてプレーする現在でもセットプレーで得点を決めているセンターバックである。
空中戦に強く、強靭な身体を持つことでも知られており、2008年以降は所属先のSKシュトゥルム・グラーツ及びSKラピード・ウィーンの両クラブにて毎年のようにほぼフル出場を果たしている選手である。

## タイトル

### クラブ
SKシュトゥルム・グラーツ
- オーストリア・カップ : 2009-10